# ويليام دبليو. إروين
ويليام دبليو. إروين (بالإنجليزية: William W. Irwin)‏ هو دبلوماسي وسياسي أمريكي، ولد في 8 يناير 1803 في بيتسبرغ في الولايات المتحدة، وتوفي بنفس المكان في 15 سبتمبر 1856. حزبياً، نشط في حزب اليمين. وقد انتخب عمدة بيتسبرغ (يناير 1840 – يناير 1841) وانتخب عضو مجلس النواب الأمريكي.